# Scandix
Scandix es un género de plantas  pertenecientes a la familia Apiaceae. Comprende 94 especies descritas y de estas, solo 5 aceptadas.

## Taxonomía
El género fue descrito por Carlos Linneo y publicado en Species Plantarum 1: 256–258. 1753. La especie tipo es: Scandix pecten-veneris L.	

## Especies
A continuación se brinda un listado de las especies del género Scandix aceptadas hasta septiembre de 2012, ordenadas alfabéticamente. Para cada una se indica el nombre binomial seguido del autor, abreviado según las convenciones y usos.
- Scandix australis L. - quijones[4]
- Scandix grandiflora L.
- Scandix macrorhyncha C.A. Mey.
- Scandix pecten-veneris L.
- Scandix stellata Banks & Sol.